# Luka Maisuradze
Luka Maisuradze (en georgiano: ლუკა მაისურაძე, Gori, 30 de enero de 1998) es un deportista georgiano que compite en judo.
Ganó cuatro medallas en el Campeonato Mundial de Judo entre los años 2019 y 2025, tres medallas en el Campeonato Europeo de Judo entre los años 2019 y 2022, y una medalla de oro en el Campeonato Europeo de Judo por Equipo Mixto de 2021.
En los Juegos Europeos de Minsk 2019 obtuvo una medalla de bronce en la categoría de –81 kg.

## Palmarés internacional
| Campeonato Mundial                  | Campeonato Mundial      | Campeonato Mundial | Campeonato Mundial |
| Año                                 | Lugar                   | Medalla            | Categoría          |
| ----------------------------------- | ----------------------- | ------------------ | ------------------ |
| 2019                                | Tokio (Japón)           | Medalla de bronce  | –81 kg             |
| 2022                                | Taskent (Uzbekistán)    | Medalla de bronce  | –90 kg             |
| 2023                                | Doha (Catar)            | Medalla de oro     | –90 kg             |
| 2025                                | Budapest (Hungría)      | Medalla de bronce  | –90 kg             |
| Juegos Europeos                     |                         |                    |                    |
| Año                                 | Lugar                   | Medalla            | Categoría          |
| 2019                                | Minsk (Bielorrusia)     | Medalla de bronce  | –81 kg             |
| Campeonato Europeo                  |                         |                    |                    |
| Año                                 | Lugar                   | Medalla            | Categoría          |
| 2019                                | Minsk (Bielorrusia)     | Medalla de bronce  | –81 kg             |
| 2020                                | Praga (República Checa) | Medalla de bronce  | –81 kg             |
| 2022                                | Sofía (Bulgaria)        | Medalla de oro     | –90 kg             |
| Campeonato Europeo por Equipo Mixto |                         |                    |                    |
| Año                                 | Lugar                   | Medalla            | Categoría          |
| 2021                                | Ufá (Rusia)             | Medalla de oro     | Equipo mixto       |